# Кроуфорд (окръг, Джорджия)
Вижте пояснителната страница за други значения на Кроуфорд.
Окръг Кроуфорд (на английски: Crawford County) е окръг в щата Джорджия, Съединени американски щати. Площта му е 844 km², а населението - 12 874 души. Административен център населеното място Ноксвил.